# Danuvia VD-01
Danuvia VD-01 — пистолет, выпускавшийся оружейным заводом Danuvia Engineering Industries в 1990-х годах. Особенностью оружия является спиральный (цилиндрический) магазин шнекового типа вмещающий 33 патрона, размещенный под стволом. В 1998 права на производство были проданы компании Intermodul Weapon Shops. 
Оружейный завод «Danuvia», взяв на вооружение прототипы Роберта Вёрёша, выпустил 50-60 экземпляров оружия, после чего был вынужден прекратить производство в связи с тяжёлым экономическим положением в стране. В качестве прототипа был также создан пистолет-пулемет, но он так и не был выпущен. Вероятно, разработка пистолета-пулемета была учтена при проектировании, о чем свидетельствуют большая емкость магазина и схожая с пистолетом-пулеметом конструкция органов управления и магазина.

## Устройство
Оружие представляет собой пистолет в стальном корпусе с алюминиевой рукояткой, автоматическим отпиранием, свободным затвором и нестандартно расположенным под стволом магазином.
Поскольку магазин находится не в рукоятке, а под стволом пистолет имеет необычный внешний вид. При этом центр тяжести пистолета смещен вперед, как это обычно бывает в пистолетах обычной конструкции, и меняется в зависимости от загрузки магазина, который, опустошаясь спереди назад, также смещает центр тяжести пистолета назад. Сам магазин представляет собой металлический цилиндр из листового металла длиной 14,6 см и диаметром 4,6 см, вмещающий 33 патрона калибра 9×19 мм. Кнопка отпирания магазина расположена на правой стороне пистолета, сразу за магазином, а рычаг предохранителя - над пластиной рукоятки с левой стороны.
Поскольку патрон 9×19 мм Парабеллум является необычно мощным боеприпасом для незаряженного массогабаритного пистолета, масса затвора также необычно велика - около 0,5 кг. Заряжание пистолета осуществляется с помощью одного рычага затворной задержки с каждой стороны, который не сильно выступает над поверхностью. Классической затворной задержки на пистолете нет, затвор фиксируется в заднем положении нажатием кнопки на крышке корпуса.
Большая емкость магазина затрудняет скрытое ношение, но открытое ношение на плечевом ремне вполне возможно.